# Clemens Jehle
Clemens Jehle (ur. 16 sierpnia 1958) – szwajcarski judoka. Dwukrotny olimpijczyk. Zajął jedenaste miejsce w Los Angeles 1984 i dziewiętnaste w Seulu 1988. Walczył w wadze ciężkiej i kategorii open.
Siódmy na mistrzostwach świata w 1985 i 1987; uczestnik zawodów w 1979 i 1983 roku. Srebrny medalista mistrzostw Europy w 1987 i brązowy w 1986; piąty w 1980, 1981, 1983. Mistrz Europy juniorów w 1978 roku.

## Letnie Igrzyska Olimpijskie 1984
| Konkurencja | Eliminacje         | Klas. końcowa |
| Konkurencja | Przeciwnik I       | Miejsce       |
| ----------- | ------------------ | ------------- |
| Open        | Xu Guoqing (CHN) P | 11.           |

## Letnie Igrzyska Olimpijskie 1988
| Konkurencja | Eliminacje            | Klas. końcowa |
| Konkurencja | Przeciwnik I          | Miejsce       |
| ----------- | --------------------- | ------------- |
| +95 kg      | Andrzej Basik (POL) P | 19.           |